# Astrosaur
Astrosaur est un groupe de rock progressif instrumental formé à Oslo en 2014. Il est composé de Eirik Kråkenes (guitare), Steinar Glas (basse) et Jonatan Eikum (batterie).

## Historique
Le groupe a sorti trois albums, Fade In // Space Out (2017), Obscuroscope (2019) et Portals (2022).
Eirik Kråkenes a été précédemment musicien de tournée pour Leprous et Ihsahn. Il tourne avec Azusa depuis 2019. Steinar Glas joue également dans Einar Stray Orchestra.
Astrosaur a joué dès 2017 en première partie de Leprous, notamment au Trabendo, à Paris, et en première partie d’Ihsahn. Astrosaur a réalisé depuis plusieurs tournées européennes, dont une en 2020 prévue puis annulée avec Kvelertak. En 2023, ils réalisent une tournée incluant Norvège, Danemark, Allemagne, Pays-Bas et France.

## Musique
Les compositions instrumentales d’Astrosaur mêlent rock progressif, rock psychédélique, stoner, jazz, post-rock et post-metal. La façon de composer du groupe est centrée sur la curiosité et l’exploration, avec une grande maitrise de la composition musicale. Ils ont pu être rapprochés des débuts de Mastodon, de Pelican, Russian Circles et Psychonaut,.
Dans un entretien pour Guitar World, Eirik Kråkenes indique jouer sur une Gibson Les Paul Standard avec deux amplis en stéréo dont un Orange AD30. Il utilise plusieurs pédales d’effet : Dunlop GCB95 Crybaby, Dunlop Octavio, Fulltone OCD, TC Electronic Flashback Delay, Line 6 HX Stomp et Strymon TimeLine.

## Univers visuel
Les pochettes de chaque album et single sont dessinées par Robert Høyem. Les clips musicaux réalisés par Glenn Marshall pour l’album Portals utilisent des images générées grâce à des outils d’intelligence artificielle.

## Membres
- Eirik Kråkenes – guitare
- Steinar Glas – basse
- Jonatan Eikum – batterie